# James Dean (singolo)
James Dean è un singolo del gruppo musicale statunitense Eagles, pubblicato nel 1974.
Il brano è stato inciso in onore dell'omonimo attore, morto in un incidente stradale nel 1955 all'età di 24 anni.

## Tracce
Testi e musiche di Don Henley, Glenn Frey, Jackson Browne e J. D. Souther.
1. James Dean (stereo) – 3:36
2. James Dean (mono) – 3:36

## Formazione
- Glenn Frey - voce, chitarra acustica
- Bernie Leadon - chitarra elettrica, cori
- Randy Meisner - basso, cori
- Don Henley - batteria, percussioni, cori
- Don Felder chitarra elettrica

## Classifiche
| Classifica                       | Posizione migliore |
| -------------------------------- | ------------------ |
| Billboard Canadian Singles Chart | 56                 |
| Billboard Hot 100                | 77                 |